# ديرك مارتنز
ديرك مارتنز هو محرر بلجيكي، ولد في 1446 في الست في بلجيكا، وتوفي بنفس المكان في 12 مايو 1534.